# 原子力科学者会報
『原子力科学者会報』（げんしりょくかがくしゃかいほう、Bulletin of the Atomic Scientists、ブレティン・オブ・ジ・アトミック・サイエンティスツ）は、核兵器をはじめとする大量破壊兵器や気候変動問題など、人間社会への脅威となる科学技術上の問題を扱うアメリカ合衆国の非専門用語的科学学術雑誌である。年に1度、終末時計の時刻を公表し表紙に掲載していることでも知られる。マンハッタン計画に関わった科学者らを中心とした会によって、広島・長崎への原子爆弾投下後の1945年12月に創刊された。タイトルは『核科学者紀要』（かくかがくしゃきよう）などとも訳される。

## 概要
第二次世界大戦中のアメリカの原爆開発計画であるマンハッタン計画に参加した科学者・技術者のうち、計画の拠点の一つであったシカゴ大学冶金研究所のメンバーの一部は、1945年6月に原爆の無警告の投下に反対するフランク・レポートを陸軍長官に提出するなど、自らが作成に携わった原爆という近代文明への新たな脅威に警鐘を鳴らす最早期の活動を行った。戦後、これら冶金研究所に関わった科学者が中心となり1945年9月に200名ほどの会員を持つシカゴ原子力科学者 (the Atomic Scientists of Chicago) と呼ばれる会が組織された。雑誌は、この会の会報として『シカゴ原子力科学者会報』(Bulletin of the Atomic Scientists of Chicago) の名前で1945年12月に創刊され、翌1946年3月にタイトルが現在のものへと改められた。フェルミらとともに原子炉シカゴ・パイル2号の設計を行い、シカゴ原子力科学者の代表であった物理学者ハイマン・ゴールドスミス (Hyman H. Goldsmith) と、冶金研究所でフランク・レポートを起草した生化学者ユージン・ラビノウィッチが雑誌の共同設立者・編集者となり、1949年のゴールドスミスの事故死後は、ラビノウィッチが1973年の死まで編集主幹を務めた。
核エネルギーを有することになった世界において、雑誌は、核兵器がもたらす脅威に対する科学者の見解と社会的責任を論じ、また人々への啓蒙と警告を行なう主要な場を与えてきた。創刊初期の1940年代後半から50年代には、文民主導の原子力委員会設置、核の国際管理の提案（アチソン＝リリエンソール報告）と失敗、ソビエト連邦における核開発とアメリカの水爆開発、さらに核開発競争の中での安定的平和や軍縮の手段の模索、大気圏核実験の禁止、ラッセル＝アインシュタイン宣言とパグウォッシュ会議の開催など、科学者からみた核兵器の時代の世界状況が論じられた。特に、パグウォッシュ会議に関しては、ジョセフ・ロートブラットとともにラビノウィッチが組織者のひとりとして活動し、会議を実現に導いた。雑誌はソ連国内へも配送され、ソ連で原爆開発に関わっていた科学者らにも読まれていた。近年では、核兵器にとどまらず、生物・化学兵器や気候変動問題なども雑誌の扱うテーマとなっている。

## 終末時計
会報は、単純な図柄を通じて核戦争による破局の切迫性を表すために、芸術家マーティル・ラングズドーフ (Martyl Langsdorf) のアイデアとデザインにより、破局への残り時間をアナログ時計の針で示す終末時計を1947年6月にはじめて表紙に掲げた。時計の時刻は、当初、編集主幹ラビノウィッチが、その時点での世界状況に応じて各方面の専門家の助言を元に決定していた。ラビノウィッチの死後は、会報の科学・安全保障委員会 (Science and Security Board) が、ノーベル賞科学者などからなるスポンサー委員会 (Board of Sponsors) などの助言を元に1年ごとに改定している。